# Ботка, Эндре
Э́ндре Бо́тка (венг. Botka Endre; 25 августа 1994, Будапешт, Венгрия) — венгерский футболист, защитник клуба «Ференцварош» и сборной Венгрии. Участник чемпионатов Европы 2020 и 2024 годов.

## Клубная карьера
Ботка — воспитанник клубов «Гонвед». 11 мая 2014 года в матче против «Дьёр» он дебютировал в чемпионате Венгрии. Летом того же года Ботка для получения игровой практики был арендован клубом Кечкемет. 27 июля в матче против «Ференцвароша» он дебютировал за новую команду. 4 октября в поединке против «Пакш» Эндре забил свой первый гол за «Кечкемет». По окончании аренды Ботка вернулся в «Гонвед». 2 августа 2015 в поединке против «Дебрецена» Эндре забил свой первый гол за клуб.
В начале 2017 года Ботка перешёл в «Ференцварош». 18 февраля в матче против «Дебрецена» он дебютировал за новую команду. 7 июня 2020 года в поединке против «Диошдьёра» Эндре забил свой первый гол за «Ференцварош». В составе клуба он трижды стал чемпионом Венгрии и завоевал национальный кубок.

## Международная карьера
15 ноября 2016 года в товарищеском матче против сборной Швеции Ботка дебютировал за сборную Венгрии. В 2021 году Эндре принял участие в чемпионате Европы. На турнире он сыграл в матчах против Португалии, Франции и Германии. 8 сентября того же года в отборочном матче чемпионата мира 2022 против сборной Андорры Эндре забил свой первый гол за национальную команду.
В 2024 году Ботка во второй раз принял участие в чемпионате Европы 2024 в Германии. На турнире он сыграл в матче против сборной Шотландии.

### Голы за сборную Венгрии
| #   | Дата            | Место                            | Противник | Счёт | Результат | Соревнование                     |
| --- | --------------- | -------------------------------- | --------- | ---- | --------- | -------------------------------- |
| 01. | 8 сентября 2021 | Ференц Пушкаш, Будапешт, Венгрия | Андорра   | 2:0  | 2:1       | Чемпионат мира 2022 квалификация |

## Достижения
Командные
 «Ференцварош»
- Победитель чемпионата Венгрии (3) — 2018/2019, 2019/2020, 2020/2021
- Обладатель Кубка Венгрии — 2016/2017